# خوسيه توريس (ملاكم)
خوسيه توريس (بالإنجليزية: José Torres)‏ مواليد 3 مايو 1936 في بورتوريكو - الوفاة 19 يناير 2009 في بورتوريكو، كان ملاكم أمريكي سابق صنّف ضمن فئة وزن خفيف الثقيل. حقق بطولة المجلس العالمي للملاكمة وبطولة منظمة الملاكمة العالمية. سبق أن شارك في دورة الألعاب الأولمبية الصيفية.

## إحصائيات
خاض خلال مسيرته 45 نزالا، فاز في 41 وتعادل في 1 وخسر في 3. فاز بالضربة القاضية في 29 نزالا.

## الميداليات
| الميدالية | المسابقة                       |
| --------- | ------------------------------ |
| فضية      | الألعاب الأولمبية الصيفية 1956 |

## روابط خارجية
- خوسيه توريس على موقع بوكس ريك (الإنجليزية) (registration required)
- خوسيه توريس على موقع اللجنة الأولمبية الدولية (الإنجليزية)
- خوسيه توريس على موقع أوليمبيديا (الإنجليزية)